# 小空町
小空町（こそらちょう）は愛知県瀬戸市東名連区の町名。丁番を持たない単独町名である。

## 地理
- 瀬戸市の南東部に位置する[10]。西を新明町、北を西拝戸町・東明町、東を西窯町、南を惣作町と隣接している。
- 中央部を県道が通り、製土工場・製陶所の多い住宅地域[10]。
- 赤津（飽津）城址があり、現在は畑や竹藪になっているが、近くに城前・城畑・馬瀬などの地名が残る[10]。
- 西部のお天王広場に、子育地蔵・馬頭観音像・津島社・秋葉常夜灯がある[10]。

- お天王広場

### 学区
市立小・中学校に通う場合、学区は以下の通りとなる。また、公立高等学校普通科に通う場合の学区は以下の通りとなる。
| 番・番地等 | 小学校                 | 中学校                 | 高等学校 |
| ---------- | ---------------------- | ---------------------- | -------- |
| 全域       | 瀬戸市立にじの丘小学校 | 瀬戸市立にじの丘中学校 | 尾張学区 |

## 歴史

### 町名の由来
町名設定の際、赤津村字小空の字名を採って小空町にしたと推察される。

### 沿革
- 1943年（昭和18年）8月9日 - 瀬戸市大字赤津字西田の一部と字城前・小空の全域により、同市小空町として成立[4]。

## 世帯数と人口
2025年（令和7年）2月1日現在の世帯数と人口は以下の通りである。
| 町丁   | 世帯数  | 人口  |
| ------ | ------- | ----- |
| 小空町 | 148世帯 | 339人 |

### 人口の変遷
国勢調査による人口の推移
| 1995年（平成7年）  | 369人 | [ 13 ] |  |
| 2000年（平成12年） | 328人 | [ 14 ] |  |
| 2005年（平成17年） | 297人 | [ 15 ] |  |
| 2010年（平成22年） | 278人 | [ 16 ] |  |
| 2015年（平成27年） | 261人 | [ 17 ] |  |
| 2020年（令和2年）  | 233人 | [ 18 ] |  |

### 世帯数の変遷
国勢調査による世帯数の推移。
| 1995年（平成7年）  | 105世帯 | [ 13 ] |  |
| 2000年（平成12年） | 108世帯 | [ 14 ] |  |
| 2005年（平成17年） | 102世帯 | [ 15 ] |  |
| 2010年（平成22年） | 106世帯 | [ 16 ] |  |
| 2015年（平成27年） | 99世帯  | [ 17 ] |  |
| 2020年（令和2年）  | 98世帯  | [ 18 ] |  |

## 交通

### 鉄道
町内に鉄道は走っていない。最寄り駅は名鉄瀬戸線尾張瀬戸駅になる。

### バス
名鉄バス「東山線」
- 【11】【12】瀬戸駅前 - 一里塚 - 赤津 系統が走っているが、町内にバス停はない。最寄りのバス停は、新明町バス停・東明町バス停になる。

### 道路
愛知県道22号瀬戸環状線・愛知県道33号瀬戸設楽線（重複区間） ： 町の中央部を東西に通っている。

## 施設
- コーヒーハウス ブリック ： レンガ造りの外壁と石造りの小さなポストが印象的なカフェ。陽射し差し込む明るい店内には、陶芸作家の作品が常時展示されている[19]。
- 春日窯麦仙 鈴木十四紀 ： 老舗の窯元。赤津の伝統釉を使った家庭用食器をメインに、様々な陶芸作品を制作している。陶芸体験教室も行っている[20]。
- みのる陶苑 ： 愛知万博・瀬戸会場の陶壁を製作した寺田みのる・聡親子の工房兼ギャラリー。陶芸体験も楽しめる[21]。

- コーヒーハウス ブリック
- 春日窯麦仙 鈴木十四紀
- みのる陶苑

## その他

### 日本郵便
- 郵便番号 : 489-0842[8]（集配局：瀬戸郵便局[22]）。